# Freemium

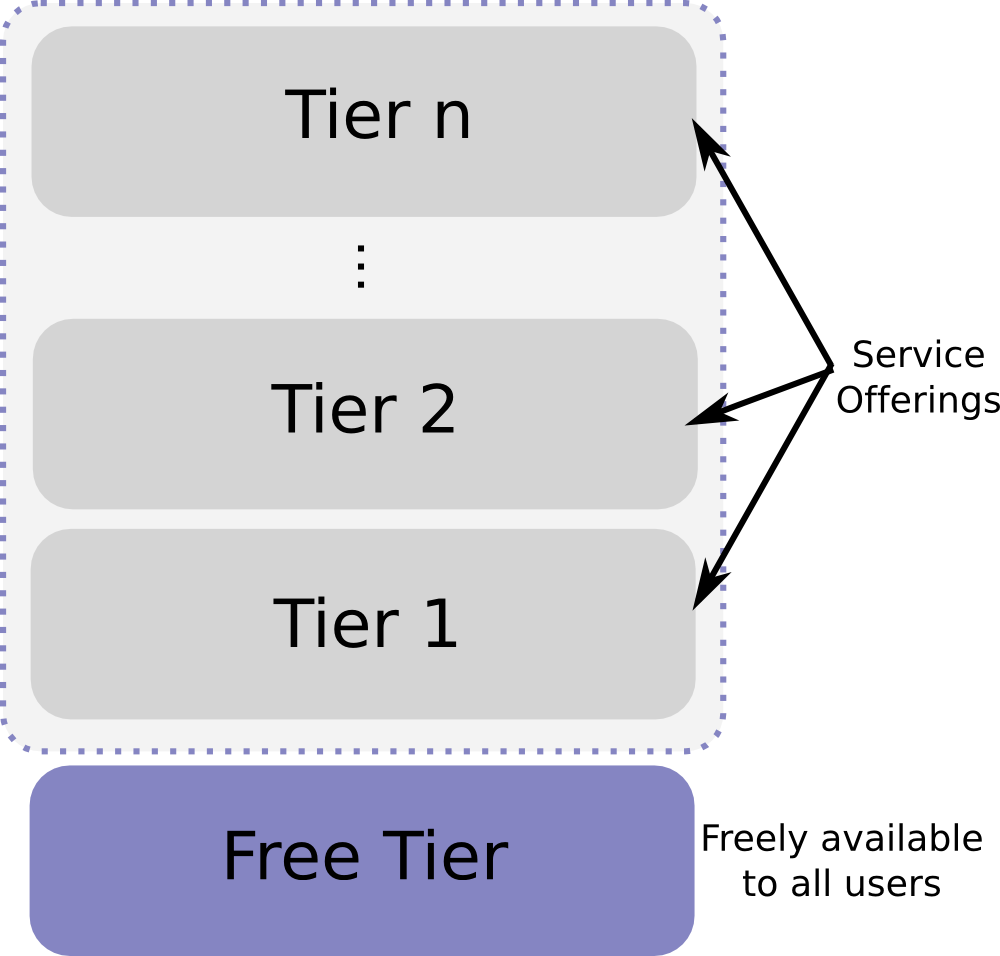
Schemat modelu freemium – dostęp jest darmowy tylko do konkretnej funkcjonalności

Freemium – model biznesowy, w którym produkt lub usługa (najczęściej oprogramowanie, gra komputerowa, usługa internetowa) jest dostępna za darmo, ale korzystanie z zaawansowanych funkcji lub uzyskanie niektórych wirtualnych dóbr wymaga wykupienia wersji premium. Słowo „freemium” to kontaminacja łącząca dwa aspekty modelu biznesowego: „free” (za darmo) i „premium”.

## Ograniczenia
Sposoby, na jakie produkt lub usługa mogą być ograniczone w wersji darmowej:
- ograniczenie funkcjonalności (np. wersje lite programów; np. Skype, DAEMON Tools)
- ograniczenie czasowe (podobne do wersji trial, działające przez określony czas; np. Microsoft Office),
- ograniczenie ilościowe (np. możliwość przeczytania określonej liczby artykułów; np. „The Economist”),
- ograniczenie stanowisk (np. możliwość używania tylko na jednym komputerze, zamiast wykorzystania sieciowego),
- ograniczenie przeznaczenia (np. tylko w celach edukacyjnych lub do użytku niekomercyjnego; np. AVG),
- ograniczenie wysiłku (np. gdy większość lub nawet wszystkie funkcje są dostępne, ale część wymaga przejścia dodatkowych kroków, przechodząc np. przez dodatkowe reklamy; np. niektóre konwertery i generatory PDF służące jako wirtualne drukarki).